# Labilt potentiale
 Denne artikel bør gennemlæses af en person med fagkendskab for at sikre den faglige korrekthed.
    Ingen direkte kildereferencer

|  | Sammenskrivningsforslag Artiklen Labilt potentiale er foreslået føjet ind i Labil. (Siden april 2025) Diskutér forslaget Kort begrundelse: Artiklen ligner en oversættelse af den engelske en:Lability |

Labilt potentiale henviser til en ustabil eller let foranderlig tilstand i et system, hvor selv små påvirkninger kan forårsage en ændring i energiniveau, spænding eller kemisk tilstand. Begrebet kan i flere sammenhænge anvendes synonymt med labilitet i flere videnskabelige discipliner, herunder biologi, kemi, fysik – og i overført betydning i psykologi, sociologi og marketing.

## Biologi
I cellebiologi beskriver labilitet en spændingstilstand over cellemembranen, der er tæt på tærskelværdien for udløsning af et aktionspotentiale. Nerveceller, muskelceller og andre excitable celler kan befinde sig i en labil tilstand, hvor en lille stimulus kan forårsage en depolarisering.

### Eksempel
- Ved hvilepotentiale er cellens membran i en relativt stabil tilstand. Nær tærskelværdien bliver den labil, dvs. klar til at udløse et aktionspotentiale.

## Kemi
Inden for elektrokemi refererer labilitet til en elektrokemisk tilstand, hvor elektroner let overføres, f.eks. i redoxreaktioner. Det betegner ofte et system i en midlertidig eller ustabil tilstand, hvor reaktioner let kan finde sted.

### Eksempel
- I visse redoxsystemer kan en elektrode have et labilt potentiale, hvoraf selv små ændringer i koncentration eller temperatur udløser en reaktion.

## Fysik
I klassisk mekanik beskriver et labilt potentiale en ustabil ligevægt, hvor et objekt ved den mindste påvirkning bevæger sig væk fra sin oprindelige position. Dette forekommer typisk i systemer med høj potentiel energi i en lokal ekstremum.

### Eksempel
- En bold balanceret på toppen af en bakke er i en labil ligevægt. Selv en lille bevægelse vil få den til at rulle ned.

## Psykologi, sociologi og marketing
I overført betydning anvendes begrebet labilitet eller labilt potentiale til at beskrive menneskelige eller sociale tilstande, hvor der er høj modtagelighed for påvirkning – og hvor selv små impulser kan føre til markante ændringer i adfærd eller beslutninger.

### Psykologi
I psykologien bruges det om personer eller grupper i en emotionelt ustabil tilstand, fx ved affektlabilitet, hvor følelsesudbrud hurtigt opstår og skifter. Et menneske i en sådan tilstand har et mentalt "labilt potentiale", der kan trigges af selv små stimuli.

### Sociologi
Sociologisk kan begrebet anvendes om samfund i krise, hvor sociale spændinger er høje. I sådanne situationer kan små hændelser (som politiske udtalelser eller sociale medier-indlæg) føre til store reaktioner, fx protester eller sociale bevægelser.

### Marketing og adfærdsøkonomi
I marketing og adfærdspsykologi refererer det til forbrugeres beslutningssituationer, hvor de er ekstra påvirkelige – fx ved usikkerhed, socialt pres eller følelsesmæssig appel. Det labilt potentielle øjeblik er ideelt for påvirkning via reklame, nudging eller produktplacering.

## Eksterne links
- Wikipedia: Aktionspotentiale
- Kemilex – kemisk ordbog og undervisningsmateriale Arkiveret 26. januar 2022 hos  Wayback Machine